# Irem Sultan
Irem Sultan (Karadeniz Powership 6, KPS6) — плавуча електростанція, створена на замовлення турецької компанії Karadeniz Energy (входить до складу Karadeniz Holding).

## Характеристики
Судно спорудили у 1984 році на італійській верфі Cantieri Naval Breda у Венеції як ліхтеровоз докового типу, тобто здатний занурюватись для прийому ліхтерів у трюм. Під назвою «Николай Маркин» воно надійшло у розпорядження Радянського Дунайського пароплавства (як і ще три подібні ліхтеровози, з яких споруджений на тій же венеційській верфі «Анатолий Железняков» був першим у серії з двох суден класу КМ*Л4А2, до якої належав і «Николай Маркин»). Ці судна використовувались як фідерні ліхтеровози, тобто здійснювали перевезення барж між базовим портом (таким став споруджений спеціально для цього Усть-Дунайськ) та іншими портами басейну.
З 1992 по 1998 роки судно працювало в Українському Дунайському пароплавстві як Danube Express, після чого послідовно належало компаніям Smit International та Dockwise (відомі своїми напівзануреними суднами для транспортування негабаритних вантажів). Урешті-решт воно потрапило до турецької Karadeniz Holding, яка наприкінці 2000-х почала формування першого у світі флоту плавучих електростанцій. Вони мають надавати послуги країнам, що потерпають від енергодефіциту, на період до спорудження останніми постійних генеруючих потужностей. Судно перейменували в Irem Sultan та переобладнали у 2011 році на стамбульській верфі Sedef Shipyard.
Aysegul Sultan оснастили шістьма дизель-генераторами MAN 18V51/60DF, які через котли-утилізатори живлять дві парові турбіни потужністю по 10 МВт. Загальна потужність станції складає 110 МВт, а як паливо вона може використовувати нафтопродукти та природний газ.

## Завдання судна

### Плавуча електростанція
Першим контрактом для Irem Sultan стала робота в іракському порту Басра (можливо відзначити, що в останньому станом на 2015 рік перебувало ще три плавучі електростанції холдингу — Dogan Bey, Rauf Bey та Kaya Bey).
У березні 2016 року Irem Sultan перемістили до Замбії, котра потерпала від енергодефіциту через затримки зі спорудженням нових гідроелектростанцій. Враховуючи відсутність у замовника виходу до моря, судно розмістили у північному мозамбіцькому порту Накала, а Замбія отримуватиме свою електроенергію із розташованої на заході Мозамбіку ГЕС Кахора-Баса через міждержавну ЛЕП.